# Světlo a stín (album)
Světlo a stín je sedmé studiové album Hany Zagorové nahrané ve Studiu Mozarteum. Album vyšlo roku 1982. Hudební aranžmá vytvořil Karel Vágner se svým orchestrem.

## Seznam skladeb
Strana A:
1. Láska je počasí (Vítězslav Hádl / Hana Zagorová) 03:14
2. Tak ty ses vrátil (Jaroslav Wykrent / Jaroslav Wykrent) 03:00
3. Biograf láska (Jiří Zmožek / Vladimír Čort) 04:39
4. Jedu s vámi (Jindřich Parma / Michael Prostějovský) 03:00
5. Jako zlatý déšť (Karel Svoboda / Hana Zagorová) 03:48
6. Narozeniny (Jan Rotter / Pavel Vrba) 04:23

Strana B:
1. Stáří (Miss You Tonite) (Kim Carnes / Hana Zagorová) 05:09
2. Příboj (Vítězslav Hádl / Pavel Žák) 03:12
3. Anonym (My Old Pals) (Richard Emery Stekol / Jan Vyčítal) 03:08
4. Počítadlo lásky (Karel Vágner / Pavel Žák) 02:55
5. Ještě chvíli (Pavel Vaculík / Miroslav Černý) 04:20
6. Žízeň po životě (Pavel Žák / Pavel Žák) 04:31